# Mogilnica (dopływ Kanału Prut)
Mogilnica (Mogilnica Środkowa) – rzeka na Pojezierzu Poznańskim o długości 67,3 km i powierzchni dorzecza 700 km². Nazwa obejmuje 3 cieki:
- Mogilnica Górna,
- Mogilnica Wschodnia,
- Mogilnica Zachodnia, łączące się w rejonie Troszczyna. W dolnym biegu koryto dzieli się ponownie na dwa ramiona płynące w przeciwnych kierunkach: płynący w kierunku wschodnim Kanał Prut I, odprowadzający 60% wód do Kanału Mosińskiego i Obrzański Kanał Północny (Kanał Prut II), odprowadzający wody w kierunku zachodnim, do Obry.

Jest to nietypowa rzeka wypływająca z jeziora Pniewy i po 67 km uchodząca do Kanałów Obrzańskich koło Kościana. Mogilnicę cechuje brak wyraźnej doliny, nie wykorzystuje ona też żadnej z rynien polodowcowych, a dość rozgałęziony układ dopływów ma kształt zwany „liściastym”. Świadczy to o tym, że rzeka ta ma niezbyt długą przeszłość i powstała dla odwodnienia terenu już po zakończeniu epoki lodowcowej.
Zlewnia Mogilnicy leży w obszarze na wschód od Wału Lwówecko-Rakoniewickiego.
Dolina Mogilnicy (Mogielnicy) jest obszarem chronionym Natura 2000.